# Кирово (Брагинский район)
Кирово (бел. Кірава; до 20 апреля 1939 года — Лукоеды) — деревня в Комаринском сельсовете Брагинского района Гомельской области Беларуси.

## География

### Расположение
В 59 км на юго-восток от Брагина, 15 км от железнодорожной станции Иолча (на линии Овруч — Полтава), 182 км от Гомеля.

### Водная система
На востоке озеро Тростенец.

## Транспортная система
Транспортные связи по просёлочной, затем автомобильной дороге Комарин — Брагин. Планировка состоит из криволинейной улицы меридиональной ориентации, которая на юге присоединяется к криволинейной широтной улице. Застройка деревянными домами усадебного типа.

## История
Известна с XIX века как деревня в Иолченской волости Речицкого уезда Минской губернии. В 1834 году — владение Горватов. Согласно переписи 1897 года в Старых Лукоедах располагался трактир, в Новых Лукоедах — школа грамоты, хлебозапасный магазин. Рядом находилась усадьба Лесная.
С 8 декабря 1926 года центр Лукоедовского, с 20 апреля 1939 года Кировского сельсовета Комаринского района Речицкого и с 9 июня 1927 года Гомельского (с 26 июля 1930 года) округов, с 20 февраля 1938 года Полесской, с 8 января 1954 года — Гомельской областей.
В конце 1920-х годов деревни Старые и Новые Лукоеды объединились в одну деревню Лукоеды. В 1929 году располагалась школа. В 1930 году организован колхоз имени А. Г. Червякова, работали кузница, 4 ветряные мельницы, конная круподробилка. Во время Великой Отечественной войны фашисты 14 января 1943 года частично сожгли деревню и убили 21 жителя (похоронены в могиле жертв фашизма в центре деревни). На фронтах и в партизанской борьбе погибли 79 местных жителей. В память о погибших в сквере в 1967 году установлен обелиск. Согласно переписи 1959 года в составе совхоза «Комаринский» (центр — городской посёлок Комарин). Располагались девятилетняя школа, клуб, библиотека, отделение связи, магазин.

## Население

### Численность
- 2004 год — 148 хозяйств, 280 жителей.

### Динамика
- 1834 год — 58 дворов.
- 1850 год — 65 дворов.
- 1897 год — Старые Лукоеды (52 двора, 458 жителей), Новые Лукоеды (39 дворов, 293 жителя (согласно переписи).
- 1929 год — 1061 житель.
- 1959 год — 917 жителей (согласно переписи).
- 2004 год — 148 хозяйств, 280 жителей.